# BUS:STOP Krumbach
 Der er for få eller ingen kildehenvisninger i denne artikel, hvilket er et problem. Du kan hjælpe ved at angive troværdige kilder til de påstande, som fremføres i artiklen.

BUS:STOP Krumbach var et byggeprojekt for syv busstoppesteder for landbusserne i kommunen Krumbach i Bregenzerwald i den østrigske delstat Vorarlberg.

## Historie
Da man i år 2010 begyndte at snakke om, at busstoppestederne skulle fornys, fik direktøren for Architekturzentrum Wien, Dietmar Steiner til opgave at finde syv internationale arkitekter, der skulle opføre hver sit unikke busstoppested i kommunen. Lokale arkitekter, lokale kunsthåndværkere og den lokale befolkning udfærdigede og opstillede dem efterfølgende.

## Udmærkelser
BUS:STOP Krumbach-projektet modtog flere priser, herunder specialprisen fra Österreichicher Staatspreis für Architektur, Österreichischer Staatspreis für Kommunikation und Public Relations, Adwin 2015, Prisen "Architects’ Client of the Year 2014" fra den internationale Iconic Award, og innovationsprisen 2014 fra Vorarlberg Tourismus.

## Liste over busstoppesteder
| Kunstværk                        | Arkitekt                                                   | Partnerarkitekt                                  | Statisk arbejde              | Håndværker | Hovedsponsor                            | Beskrivelse | Billede |
| -------------------------------- | ---------------------------------------------------------- | ------------------------------------------------ | ---------------------------- | --- | --------------------------------------- | --- | ------- |
| Busstoppested Krumbach-Zwing     | Smiljan Radic, Chile                                       | Bernardo Bader                                   | Mader Flatz (Bregenz)        | Felder Metall (Andelsbuch), Holzwerkstatt Markus Faißt (Hittisau), Oberhauser & Schedler Bau (Andelsbuch), Spenglerei Manfred Baldauf (Doren)                                     | Morscher Bau (Mellau)                   | Arkitekten blev inspireret af lokalt håndværk fra Bregenzerwald. Busstoppestedet er en allegori over det for området kendetegnende Bregenzerwälderhaus, hvor en bondestues intime stemning skulle overføres til den dynamik et busstoppested repræsenterer. Bondestuen er nærmest skåret ud af huset og placeret i landskabet.                                                                       |         |
| Busstoppested Unterkrumbach Nord | Ensamble Studio, Antón García-Abril / Débora Mesa, Spanien | Dietrich / Untertrifaller Arkitekten             | Mader Flatz (Bregenz)        | Zimmerei Gerhard Berchtold (Schwarzenberg) | Vorarlberger Landes- und Hypothekenbank | Der blev benyttet rå og ubehandlede egetræsplader, stablet ovenpå hinanden. Bræddernes måde at blive sat sammen på skaber et rum, der både er beskyttet og åben. Brædderne er helt ubehandlede, og træet skal ældes helt naturligt og sørge for en stemning helt specifik for stedet. |         |
| Busstoppested Unterkrumbach Süd  | Architecten De Vylder Vinck Taillieu, Belgien              | Thomas Mennel (MeMux Schwarzenberg)              | gbd (Dorn-birn)              | Waldmetall Dietmar Bechter (Hittisau), Haller Bau (Sulzberg), Malerei Raid (Krumbach)                                                                                             | EHG Stahl Metall (Dornbirn)             | Ideen blev skabt af de indtryk man får af at passere alpepas i bil. Ifølge arkitekterne repræsenterer den trekantede metalkonstruktion den "poetiske handling af at folde trekanter". |         |
| Busstoppested Krumbach-Glatzegg  | Wang Shu / Lu Wenyu (Amateur Architecture Studio), Kina    | Hermann Kaufmann (Schwarzach)                    | Merz Kley Partner (Dornbirn) | Kaufmann Zimmerei (Reuthe), Haller Bau (Sulzberg), Spenglerei Manfred Baldauf (Doren)                                                                                             | Sutterlüty (Egg)                        | Ved dette busstoppested ville arkitekterne skabe et klart udsyn i begge retninger. Et "camera obscura" - et konisk rum - der er åben ud mod gaden og indrammer udsigten til bjergene og landsbyerne med et vindue på bagvæggen. Landskabet er vigtigere end selve bygningen. |         |
| Busstoppested Krumbach-Kressbad  | Rintala Eggertsson Architects, Norge                       | Carlo Baumschlager, Baumschlager Hutter Partners | Mader Flatz (Bregenz)        | Tischlerei Steurer mit Krumbacher Handwerkern, Schindeln Peter Lässer (Lingenau), Malerei Raid (Krumbach), Musikverein Krumbach, Offroader Krumbach                               | I+R Schertler Bau (Lauterach)           | Busstoppestedet er en trækonstruktion, der ligger lige ved siden af en tennisbane. På den måde kunne arkitekterne tilføje en lille prik over i'et til busstoppestedet: en lille tribune til tennisbanen. |         |
| Busstoppested Oberkrumbach       | Alexander Sawwitsch Brodski, Rusland                       | Hugo Dworzak, Architekturwerkstatt Lustenau      | Merz Kley Partner (Dornbirn) | Zimmerei Gerhard Bilgeri (Riefensberg), Spenglerei Manfred Baldauf (Doren), Oberhauser & Schedler Bau (Andelsbuch), Malerei Raid (Krumbach), Raum in Form Raimund Fink (Krumbach) | Rhomberg Gruppe (Bregenz)               | Busstoppestedet står på resten af et stykke jord med privat bebyggelse. Den begrænsede plads fik arkitekten til at koncipere et radikalt enkelt trætårn. Den er åben på alle sider, hvoraf tre af siderne er bestykket med glas. På første sal er der små "vinduer" uden ruder. Ved hjælp af et bord og en bænk ønsker arkitekten at gøre opholdet så behageligt som muligt.                         |         |
| Busstoppested Krumbach-Bränen    | Sou Fujimoto, Japan                                        | Bechter Zaffignani Architekten (Bregenz)         | gbd (Dornbirn)               | Eberle Metall Exclusiv (Hittisau), Malerei Raid (Krumbach), Zimmerei Gerhard Berchtold (Schwarzenberg), Haller Bau (Sulzberg)                                                     | Vorarlberger Kraftwerke (Bregenz)       | Arkitektens værker er præget af at forene natur og arkitektur. Busstoppestedet er beregnet til at fremme dialog med naturen, ikke for at yde beskyttelse mod det. "Rumstilladset" skal fungere som en mulighed for interaktion, og består af tynde, hvidmalede stålstænger. Inden i denne åbne skulptur befinder sig en stige. Det skal gøre det muligt at opfatte sted, rum og natur på en ny måde. |         |